# 엔더 릴리즈: 콰이터스 오브 더 나이츠
《엔더 릴리즈: 콰이터스 오브 더 나이츠》는 애드글로브와 라이브 와이어가 개발하고 바이너리 헤이즈 인터랙티브가 배급한 2021년 액션 롤플레잉 플랫폼 게임이다. 2021년 1월 21일에 스팀 앞서 해보기로 선발매했으며 이후 2021년 6월 22일 닌텐도 스위치 및 마이크로소프트 윈도우로 정식발매됐다. 그 외 엑스박스 원, 엑스박스 시리즈 X/S 및 플레이스테이션 4로 발매됐다.
과거 죽음의 비로 인해 멸망한 나라를 배경으로 한 다크 판타지 게임이다. 플레이어는 소녀 릴리를 조종해 죽음의 비를 맞아 타락자로 변한 적들과 전투하며 모험을 통해 왕국의 수수께끼를 밝히는 것이 주요 목표이다.

## 반응
《엔더 릴리즈》는 리뷰 애그리게이터 웹사이트 메타크리틱에서 "대체적으로 긍정적인 평가"를 기록했다.

## 참조

### 주해
1. ↑  영어: Ender Lilies: Quietus of the Knights, 일본어: エンダーリリーズ: クワイタス オブ ザ ナイツ